# NIO Phone
NIO Phone是蔚来汽车旗下蔚来移动科技有限公司的首款手机，于2023年9月21日发布，共有性能版、旗舰版和EPedition版三种配置。

## 历程
2022年2月，蔚来组建手机部门，邀请前美图手机总裁尹水军负责手机业务。
2022年3月，蔚来CEO李斌表示蔚来将正式进军手机市场，为用户带来更好的“车机互联”体验，并且认为蔚来制造手机是为了应对传统手机厂商进入汽车市场。同时，蔚来大量招聘手机研发技术人员，从vivo、oppo、小米等公司中吸收手机研发经验丰富的员工，并给予更高的工资。
2022年8月，蔚来正式成立蔚来移动科技有限公司，研发范围为手机等移动智能设备。
2022年12月12日，蔚来申请注册“NIO Phone”商标。
2023年9月21日，蔚来手机正式发布，并于次日开售。
2024年1月5日，蔚来手机总负责人尹水军离职，由蔚来副总裁白剑掌管蔚来手机部门。

## 硬件

### 屏幕
NIO Phone采用三星E6基材的6.81英寸曲面屏，屏幕的峰值亮度达到1800 尼特，分辨率为3088x1440（即为2K屏幕）。同时，NIO Phone采用LTPO技术而非传统的LTPS，屏幕分辨率做到1-120Hz自适应刷新。全系屏幕像素点排列为钻石排列，支持DCI-P3 广色域。盖板选用康宁大猩猩玻璃Victus，加强防磕与防刮擦能力。

### 芯片与存储
NIO Phone全系搭载高通骁龙8 Gen 2领先版处理器，其为高通骁龙 8 Gen 2的超频版本，NIO Phone安兔兔跑分136万。高通骁龙8 Gen 2领先版CPU采用1+4+3架构，制程使用台积电4纳米工艺，其中超大核X3频率达到3.36GHz，大核达到2.8GHz，小核达到2.0GHz。领先版GPU为Adreno 740，其频率达到719MHz。
在内存方面，NIO Phone不同版本代表不同存储大小，性能版与旗舰版采用的RAM是12GB的LPDDR5X，EPedition版的RAM采用16GB。性能版ROM采用512GB的UFS 4.0，旗舰版与EPedition版是1TB。

### 影像
NIO Phone后置三颗摄像头，其中主摄像头为一颗5000万像素的潜望长焦镜头，采用索尼IMX890传感器，光圈大小为f/2.6。两颗副摄为5000万像素的广角和5000万像素的超广角，分别采用索尼IMX707传感器和索尼IMX766传感器，光圈大小分别为f/2.35和f/1.9。后置摄像头最高支持4K60帧视频拍摄。前置摄像头为1200万像素，光圈f/2.45，最高支持4K60帧视频拍摄。前置与后置摄像头同时支持视频防抖技术EIS与OIS。

### 周边配置
音响系统方面，全系均搭载了立体声双扬声器，其中下扬声器规格为1115K，振幅0.65mm，均由瑞声提供。马达采用瑞声科技0916X轴线性马达。充电方面，NIO Phone支持蔚来私有66W快充协议，同时支持50W无线充电，10W无线反向充电。近距离通信方面，全系均支持蓝牙5.3、NFC以及红外遥控功能。导航方面，全系支持主流的双频GPS，三频北斗，实现精确导航与位置指引。解锁方面，NIO Phone使用超声波屏下指纹，同时配有面部识别。

## 系统
NIO Phone基于安卓13打造定制版系统“SkyUI”，相较于大陆其他安卓厂商，蔚来表示SkyUI将不会出现系统广告和厂商商业预装软件。另外通过SkyUI，在受限空间内，蔚来汽车可以低速自行行驶到指定位置。

## 售价
| 型号                 | 配置         | 大陆地区售价（元） |
| -------------------- | ------------ | ------------------ |
| NIO Phone性能版      | 12GB + 512GB | 6499               |
| NIO Phone旗舰版      | 12GB + 1TB   | 6899               |
| NIO PhoneEPedition版 | 16GB + 1TB   | 7499               |

## 销量
根据消费者新闻与商业频道的报导，蔚来内部预估一半的蔚来汽车用户将会购买NIO Phone。2024年第一季度，IDC和Canalys分别发布了2023年第四季度中国大陆手机份额和销售量的统计，NIO Phone未能进入全国前五。

## 轶事
NIO Phone发布之后，由于其手机的硬件做工与OPPO手机相近，SkyUI的风格与魅族手机系统Flyme类似，网络上出现了“NIO Phone由OPPO代工，SkyUI由魅族开发”的传言。后来蔚来对此事进行回应，蔚来考虑过与两家手机厂商进行合作，但未谈拢，NIO Phone由蓝思代工。